# 小城镇
小城镇，是中华人民共和国吉林省吉林市舒兰市下辖的一个乡镇级行政单位。

## 行政区划
小城镇下辖以下地区：
小城社区、马路村、小城村、东光村、下营村、孟屯村、长发村、季长村、四合村、庆岭村和保合村。